# Triaenodes talamanca
Triaenodes talamanca is een schietmot uit de familie Leptoceridae. De soort komt voor in het Neotropisch gebied.